# Milano-Sanremo 1931
La Milano-Sanremo 1931, ventiquattresima edizione della corsa, fu disputata il 22 marzo 1931, per un percorso totale di 286 km. Fu vinta dall'italiano Alfredo Binda, giunto al traguardo con il tempo di 9h35'00" alla media di 29,843 km/h davanti ai connazionali Learco Guerra e Domenico Piemontesi.
I ciclisti che partirono da Milano furono 140; coloro che tagliarono il traguardo a Sanremo furono 106.

## Ordine d'arrivo (Top 10)
| Pos. | Corridore                  | Squadra                    | Tempo                      |
| ---- | -------------------------- | -------------------------- | -------------------------- |
| 1    | Alfredo Binda              | Legnano-Hutchinson         | 9h35'00"                   |
| 2    | Learco Guerra              | Maino-Clement              | s.t.                       |
| 3    | Domenico Piemontesi        | Bianchi                    | s.t.                       |
| 4    | Fabio Battesini            | Maino-Clement              | s.t.                       |
| 5    | Michele Mara               | Bianchi                    | s.t.                       |
| 6    | 11 ciclisti a s.t. ex æquo | 11 ciclisti a s.t. ex æquo | 11 ciclisti a s.t. ex æquo |

## Curiosità
Nel film Fantozzi contro tutti il Visconte Cobram, nuovo direttore totale della Megaditta, mette alla prova le conoscenze di Fantozzi sul ciclismo chiedendogli, tra le altre cose, chi arrivò primo alla Milano-Sanremo del 1931. Il protagonista, non sapendo cosa dire, risponde "Carnera" (in riferimento a Primo Carnera).